# Ón(II)-hidroxid
Az ón(II)-hidroxid egy szervetlen vegyület, képlete Sn(OH)2.
Amfoter jellegű, ezért az oldható ónsók vizes oldata savas, a sztannitek oldata pedig lúgos kémhatású.
Előállítható, ha SnCl2 oldathoz valamilyen oldható bázist adunk (NaOH, KOH, Ca(OH)2, NH3*H2O.